# 安全教育アニメ
安全教育アニメ（あんぜんきょういくアニメ）とは、安全教育を目的に作られたアニメ。多くが子供向けアニメかつOVAオリジナルビデオアニメである。

## 概要
内容は主に、防火教育ものと交通安全教育ものの2種類に大別されるが、他にも地震防災もの、防犯教育ものなども存在する。防火教育ものの場合、各市区町村の消防本部などが教育映画の制作会社からビデオを購入し、幼稚園・保育園・小学校や町内会などに貸し出しをしている。
子供の興味を引くために人気テレビアニメなどのキャラクターを用いてものが多い。例えば交通安全ものの場合、『鉄腕アトム』や『タッチ』のように、交通事故が原作での重要な要素になっている作品が起用されている。防火教育ものに関しても、作中で火災の話が存在する『ちびまる子ちゃん』のようにテレビアニメ本編の映像を再構成して制作されたものがある。
オリジナル作品としては、出崎統が監督・演出を担当した『ザ・ファイヤー・Gメン』（21分、1974年、讀賣映画社）などが著名である。
一部は英語版も存在し、元々アメリカで制作された『ドナルドダックの防火訓練』などが該当する。

## 作品リスト

### 既存の漫画・アニメを題材とした作品
（原作漫画・アニメの五十音順）
| 原作漫画・アニメ                    | 作品名                                                                |
| ----------------------------------- | --------------------------------------------------------------------- |
| ウルトラマンキッズ                  | ウルトラマンキッズの消防隊                                            |
| おジャ魔女どれみ                    | おジャ魔女どれみの交通安全                                            |
| おジャ魔女どれみ                    | おジャ魔女どれみの自転車安全教室                                      |
| おじゃる丸                          | おじゃる丸の交通安全                                                  |
| キャプテン翼                        | キャプテン翼の消火作戦                                                |
| キョロちゃん                        | キョロちゃんの交通安全                                                |
| キョロちゃん                        | キョロちゃんの地震用心・火の用心                                      |
| キン肉マン                          | キン肉マンの交通安全                                                  |
| ぐるぐるタウンはなまるくん          | ぐるぐるタウンはなまるくん はなまる交通安全                           |
| ゲゲゲの鬼太郎                      | ゲゲゲの鬼太郎・コピー妖怪対鬼太郎                                    |
| コボちゃん                          | コボちゃんの交通安全                                                  |
| こてんこてんこ                      | アニメで楽しく学ぶ交通安全〜天使のこてんこてんこ〜                    |
| しましまとらのしまじろう            | しましまとらのしまじろうの交通安全                                    |
| しましまとらのしまじろう            | しましまとらのしまじろうの消防隊                                      |
| 少年アシベ                          | 少年アシベ ゴマちゃんの交通安全                                       |
| 少年アシベ                          | 少年アシベ ゴマちゃんの大ピンチ 少年アシベの防災映画                  |
| タッチ                              | タッチ とびだしはアウトだよ!                                          |
| ちびまる子ちゃん                    | ちびまる子ちゃんの地震を考える -わが家の防災-                         |
| ちびまる子ちゃん                    | ちびまる子ちゃんの火の用心                                            |
| ちびまる子ちゃん                    | ちびまる子ちゃんの交通安全                                            |
| ちびまる子ちゃん                    | ちびまる子ちゃんのこんな乗りかたあぶないよ                            |
| チロリン村物語                      | チロリン村物語 トンクルビーのじしんようじん                           |
| 鉄腕アトム                          | 鉄腕アトムの交通安全                                                  |
| Dr.スランプ アラレちゃん            | Dr.スランプ アラレちゃんの交通安全                                    |
| Dr.スランプ アラレちゃん            | Dr.スランプ アラレちゃん ペンギン村の消防隊                           |
| Dr.スランプ アラレちゃん            | Dr.スランプ アラレちゃん 交通ルールをまもろうよ!!                     |
| ドクタースランプ                    | ドクタースランプ アラレのおしおき アイデア泥棒をやっつけちゃえ        |
| とっとこハム太郎                    | とっとこハム太郎のとっとこ大切! 交通ルール                            |
| ドナルドダック                      | ドナルドダックの消防夫                                                |
| ドナルドダック                      | ドナルドダックの防火訓練                                              |
| ドラえもん（テレビ朝日版第1期）     | 交通安全だよドラえもん                                                |
| ドラゴンボール                      | ドラゴンボール 悟空の消防隊                                           |
| ドラゴンボール                      | ドラゴンボール 悟空の交通安全                                         |
| ニャニがニャンだー ニャンダーかめん | ニャンダーかめんの誘拐防止 ミーコちゃんちゃんとチェック!!             |
| 忍者玉丸                            | 忍者玉丸 ルールを守って交通安全!!の巻                                 |
| 忍者ハットリくん                    | 交通安全でござる忍者ハットリくん                                      |
| 忍たま乱太郎                        | 忍たま乱太郎の地震用心火の用心                                        |
| 忍たま乱太郎                        | 忍たま乱太郎の消防隊                                                  |
| 忍たま乱太郎                        | 忍たま乱太郎の交通安全                                                |
| 忍たま乱太郎                        | 忍たま乱太郎の自転車安全教室                                          |
| はなかっぱ                          | はなかっぱの交通安全 ケーキを求めて右・左・右                         |
| 花の魔法使いマリーベル              | 花の魔法使いマリーベル マリーベルの交通安全                           |
| 花の魔法使いマリーベル              | 花の魔法使いマリーベル マリーベルの火の用心〜グラッときたらどうする〜 |
| ハーイあっこです                    | ハーイあっこです -みんなの交通安全-                                   |
| はれときどきぶた                    | はれときどきぶた のりやすくんの火の用心                               |
| はれときどきぶた                    | はれときどきぶたの交通安全                                            |
| はれときどきぶた                    | はれときどきぶたの地震用心日記                                        |
| まめうしくん                        | まめうしくんの交通安全〜宝さがしの旅だっし〜                          |
| 魔法使いサリー                      | 魔法使いサリー・もし、銀行がなかったら?                               |
| みかん絵日記                        | みかん絵日記 みかんの交通安全                                         |
| ムカムカパラダイス                  | ムカムカパラダイス お母さんと学ぶ交通安全                             |
| ムーミン                            | ムーミンとこうつうあんぜん                                            |
| 名探偵コナン                        | 名探偵コナン 防犯ガイド                                               |
| メイプルタウン物語                  | メイプルタウンの消防隊                                                |
| メイプルタウン物語                  | メイプルタウンの交通安全                                              |
| ヤンボウ ニンボウ トンボウ          | ヤンボウ・ニンボウ・トンボウの交通安全                                |

### 漫画・アニメ以外のキャラクターを題材とした作品
| 原作                                | 作品名                                                       |
| ----------------------------------- | ------------------------------------------------------------ |
| あいしてるよマクリー                | マクリーの交通安全                                           |
| 赤ずきん                            | あかずきんちゃん ちゃんとチェック!                           |
| 赤ずきん                            | 赤ずきんちゃんと学ぼう！交通ルール                           |
| 稲むらの火                          | 稲むらの火                                                   |
| ウサギとカメ                        | うさぎと亀の交通安全                                         |
| オズの魔法使い                      | オズの魔法使いの交通安全                                     |
| キュータ                            | みらいしょうぼうし キュータ                                  |
| キョンシー                          | キョンシーキョン太の交通安全                                 |
| キョンシー                          | ファイヤーロボ119対キョンシーキョン太                        |
| 金太郎                              | 交通安全ちからもち 金太郎の交通安全                          |
| 西遊記                              | 孫悟空の交通ルール修行中                                     |
| 西遊記                              | 孫悟空の火の用心 －まだまだ修行中－                          |
| ズッコケ三人組                      | ズッコケ三人組の火あそび防止大作戦                           |
| ズッコケ三人組                      | ズッコケ三人組のこうつうあんぜん いつも あんぜんかくにんの巻 |
| スーパーマリオブラザーズ            | スーパーマリオの交通安全                                     |
| スーパーマリオブラザーズ            | スーパーマリオの消防隊                                       |
| だるまちゃん （加古里子原作の絵本） | だるまちゃんの交通安全                                       |
| タマちゃん                          | アザラシ・タマちゃんの火の用心                               |
| 桃太郎                              | あっぱれ! 桃太郎の交通安全                                   |

### オリジナル作品
- あいうえおうだん
- あっ地震だ!おちついて、あわてない!
- 「いってきます。」
- えみちゃんの交通事故
- お先にどうぞ ありがとう（「遙ちゃん」が主人公）
- 海底国の交通安全
- かおりちゃんのだいぼうけん
- 火災予防マンガ映画 119ちゃん
- カミナリ坊やピカッ太君の交通安全
- カミナリ坊やピカッ太君の自転車教室
- 火事と子馬
- 火事のあくる日
- カルガモ親子の火の用心
- カルガモ親子の交通安全
- がんばれ!子象の交通安全パトロール隊
- 九ちゃんの交通安全（九官鳥の「九ちゃん」が主人公）
- グーパー王子の誘拐から身を守る 大切な約束（3DCGアニメーションと実写映像の合成）
- グーパー王子の交通安全（同上）
- クマさんのマイホーム
- クマちゃんの交通安全
- ケンちゃんと防炎家族
- コアラちゃんの消防隊
- 交通安全犬「しぐなる」の親子日記〜とびだしちゅうい〜
- 交通安全ひぐまのおんがえし
- こぎつねの交通安全
- こぎつねの消防隊
- ごめんね チッチ
- ザ・ファイヤー・Gメン（出崎統監督作品）
- サル太郎 地震には負けないぞ!〜地震への備え大作戦〜
- じしんだ!!ミーちゃんのぼうさいくんれん（幼稚園児の「大樹」とネコの「ミーちゃん」が主人公）
- 消火ロボ ゼウレス
- その時きみは? －良太とピカリの地震防災学－
- タイムスリップ1923－守のミラクル地震体験－
- たっちゃん・ももちゃんの「ふしぎなたいけん」 ウォーターマンVSサタンファイヤー
- ダンプとモンちゃんの小さなぼうけん（ゾウの「ダンプ」とサルの「モンちゃん」が主人公）
- 地球が動いた日
- できたかな?あんぜんかくにん〜ケンタとニャンタのこうつうあんぜん〜
- 動物村の地震用心火の用心
- 動物村の消防士
- どうぶつ村のワールドカップ〜よい子のこうつうあんぜん〜
- ドクターXの自動車安全セミナー
- とびだしちゃダメッ!（ミュージカルアニメ）
- とびだすなパンダちゃん
- トラちゃんの消防隊長
- トントン・ユウユウの火の用心（パンダの「トントン」「ユウユウ」が主人公）
- トントン・ユウユウの交通安全（同上）
- なかよしじてんしゃ
- ナンちゃんの交通安全（ペンギンの「ナンちゃん」が主人公）
- ニャン太のおたんじょう日は火事さわぎ!
- ニャンパラの仲間たち
- はじめにおぼえる交通安全
- ピーターくんの交通安全（宇宙人の「ピーターくん」が主人公）
- 炎の戦士ファイアーガール
- ぼくは子象の消防隊
- バット大王の交通安全Q＆A
- パンダちゃんの交通安全
- 火あそびは火事のもとケンタとニャンタの火の用心
- ぼくいやだよ!*空とぶうさぎの誘拐防止*
- ぼくとおねえちゃんのこうつうあんぜん（続編もあり）
- ポンタくんのおてがら
- 魔法園児 マモルワタル〜まもろう交通ルール〜
- ミラクル太郎の自転車安全教室
- ヤッちゃんと火星の子
- 誘拐されないぞ!（オムニバス形式）
- UFO国の交通安全
- 雪ダルマンの冬道交通安全
- ユミちゃんあぶないよ
- ルールマンの交通安全
- レスキューQ太のかつやく
- レッツゴーなかまたち－ぼくらと博士の消火の誓い－
- 我が家の交通安全・父との約束
- 皮皮魯の安全特務工作隊（中国のテレビアニメ）
- スタートレック家族 安全少年団（同上、3DCGアニメーション）